# Ронстадт, Линда
Линда Мария Ронстадт (англ. Linda Maria Ronstadt; род. 15 июля 1946 года, Тусон) — американская автор-исполнитель, одна из основоположников кантри-рока, обладательница одиннадцати премий «Грэмми».

## Биография
Ронстадт родом из штата Аризона; её дед по матери — Ллойд Грофф Коупмен — изобретатель электрической плиты и тостера. На рубеже 1970-х гг. поклонники и музыкальные критики провозгласили её «королевой кантри-рока», а после смерти Дженис Джоплин — и «королевой рок-музыки». Она записала тридцать альбомов, не раз поднималась на высшие строчки Billboard Top 200 и Billboard Hot 100. Одно время гастролировала с Нилом Янгом, а её сессионные музыканты тех лет впоследствии создали группу The Eagles — самую коммерчески успешную за всю историю США.
Интерес более широкой публики к Ронстадт подстегнул её продолжительный роман с Джерри Брауном — губернатором Калифорнии, который также баллотировался на пост президента. Вместе они появлялись на обложках авторитетных журналов «Тайм» и «Ньюсуик». Среди её позднейших ухажёров были комик Джим Керри и режиссёр Джордж Лукас, с которым они даже были обручены.
В 1980-е гг. Линда сделала внезапный поворот в своей карьере, стала выступать на Бродвее (причём небезуспешно), а также записала несколько альбомов джазовых и поп-стандартов, которые стали одними из самых успешных в её карьере. Вернулась на вершины американских чартов в конце 1980-х с композициями, отмеченными влиянием соул-музыки.
У Рондстадт двое приёмных детей: дочь Мэри Клементин Ронстадт (род. в 1990) и сын Карлос Ронстадт (род. в 1994).
В период с 2005 по 2012 годы певица постепенно начала терять голос, а в 2013 году публично заявила общественности, что из-за болезни Паркинсона вынуждена завершить карьеру.

## Дискография
После записи трёх альбомов с фолк-рок группой, Stone Poneys, Ронстадт дебютировала с 1969 года на лейбле Capitol Records в качестве сольного исполнителя со своим альбомом Hand Sown ... Home Grown.
В период 1970—1973 годов Ронстадт выпустила три альбома: два на Capitol Records: Silk Purse (1970) и Linda Ronstadt (1971) и один на лейбле Asylum Records — Don't Cry Now (1973). Разработав звучание кантри-рока, похожего на группу Eagles, Ронстадт в 1974-х годах записала Heart Like a Wheel, свой первый 15-миллионных проданных альбомов. С него вышли такие хиты, занявшие первые места, как When Will I Be Loved и You're No Good. Следующим её альбомом 1975-х годов был Prisoner in Disguise, содержавший аналогичный звуковой план с бесшабашной кавер-версией композиции Heat Wave, вошедшей в пятёрку лучших, а также получивший «Грэмми» альбом Hasten Down the Wind, 3-миллионными продажами которого Ронстадт как первая женщина в истории установила своеобразный рекорд.
Её издание 1977 года, Simple Dreams, было в большей степени в стиле рок. Оно стало трижды платиновым в США и попало одновременно в две пятёрки лучших хитов с сертифицированными как платиновые композициями Blue Bayou и It's So Easy. Альбом был выбит диском «Rumours» группы Fleetwood Mac с первого места чартов, где он продержался 29 недель. Хиты продолжили композиции Poor Poor Pitiful Me и Tumbling Dice, а также попавший в чарт Top 10 Country сингл «I Never Will Marry».
На следующий год последовал аналогичный «набор» из альбома Living in the USA с кавер-версией Back in the U.S.A. Чака Берри и попавшим в чарт Top 100 душевным ремейком песни Ooo Baby Baby. В дополнение к обычным изданиям на Asylum Records, перечисленным ниже, этот альбом был выпущен специальными ограниченными тиражами на красном виниле и на раскрашенном диске. Третьим ставшим хитом синглом с этого альбома стала песня Just One Look.
Первым диском 1980-х годов у Линды Ронстадт стал альбом Mad Love в стиле панк-рок. Он дебютировал на рекордном 5 месте в чартах альбомов Billboard и быстро стал её седьмым альбомом с миллионами прямых продаж. С него вышли такие синглы, попавшие в Top 10, как How Do I Make You и Hurt So Bad. Он также принёс певице суперзвёздную номинацию на премию «Грэмми» в категории «За лучшее женское вокальное рок-исполнение».
В 1983 году Ронстадт сменила музыкальные направление к традиционной поп-музыке, записываясь в джазовых стандартах. Альбом What’s New был сертифицирован в США как трижды платиновый. Его успех сменили Lush Life 1984 года и For Sentimental Reasons 1986 года, оба ставшие платиновыми дисками. Чтобы отметить своё мексикано-американское наследие, Ронстадт записала в 1987 году испанский альбом Canciones de Mi Padre. С мировыми продажами, приближающимися к 10 миллионам дисков, он стал самым продаваемым не англоязычным альбом в истории звукозаписи. В том же году она объединилась с Эммилу Харрис и Долли Партон для совместного альбома Trio, с которого вышло 4 хита кантри-музыки, включая ставший хитом № 1 «To Know Him Is to Love Him». Её релиз 1989 года под названием Cry Like a Rainstorm, Howl Like the Wind был первым за семь лет поп-рок альбомом Ронстадт. В него вошли две композиции, записанные дуэтом Аароном Невиллом, награждённые «Грэмми» и попавшие в чарт Billboard Hot 100: разгромный трек № 2 Don't Know Much, получивший золотую сертификацию, и хитовый трек № 11 All My Life. Обе песни долгое время занимали первое место в чарте Billboard Adult contemporary.
После выпуска двух испанских альбомов в начале 1980-х, Ронстадт в 1993 записала Winter Light в стиле нью-эйдж, после которого вернулась к кантри-року с диском «Feels Like Home» 1995 года. В 1996 она записала свою ре-интерпретацию музыки стиля рок-н-ролл с завоевавшей «Грэмми» песней Dedicated to the One I Love. Вышедший в 1996 году альбом We Ran содержал более рок-ориентированные материалы. В 1999 году Ронстадт снова объединилась с Харрис и Партон для записи альбома Trio II, который принёс певице её одиннадцатую «Грэмми» и девятнадцатый «золотой альбом». В том же году они с Харрис записали вдохновлённый юго-западом диск Western Wall: The Tucson Sessions.
Её издание Hummin' to Myself 2004 года было четвёртым альбомом Ронстадт с традиционной джазовой музыкой и вместе с Adieu False Heart 2006 года из микса каюн музыки (англ. Cajun music) и рока стали её финальными звукозаписями. По данным Американской ассоциации звукозаписывающих компаний в США было продано свыше 30 миллионов записей Линды Ронстадт.